# Aldo Maldera
Aldo Maldera (Milánó, 1953. október 14. – Róma, 2012. augusztus 1.) válogatott olasz labdarúgó, hátvéd.

## Pályafutása

### Klubcsapatban
Az AC Milan korosztályos csapatában kezdte a labdarúgást. Az 1971–72-es szezonban mutatkozott be az első csapatban. A következő idényben kölcsönben szerepelt a Bologna együttesében, ahol mindössze három bajnoki mérkőzésen kapott lehetőséget. Ezt követően visszatért a Milanhoz és 1982-ig a csapat meghatározó játékosa volt. Egy bajnoki címet és két olasz kupa győzelmet ért el a csapattal. 1982 és 1985 között az AS Roma labdarúgója volt, ahol egy-egy bajnoki címet és olasz kupa győzelmet szerzett a klubbal. 1985 és 1987 között a Fiorentina, 1987–88-ban a Lucchese játékosa volt. 1988-ban fejezte be az aktív labdarúgást.

### A válogatottban
1976 és 1979 között tíz alkalommal szerepelt az olasz válogatottban. Tagja volt az 1978-as világbajnoki és az 1980-as Európa-bajnoki negyedik helyezett csapatnak. Az utóbbi tornán nem szerepelt mérkőzésen.

## Sikerei, díjai
Olaszország
- Világbajnokság
  - 4.: 1978, Argentína
- Európa-bajnokság
  - 4.: 1980, Olaszország

 AC Milan
- Olasz bajnokság (Serie A)
  - bajnok: 1978–79
- Olasz bajnokság (másodosztály, Serie B)
  - bajnok: 1980–81
- Olasz kupa (Coppa Italia)
  - győztes: 1972, 1977
- Közép-európai kupa
  - győztes: 1981–82

 AS Roma
- Olasz bajnokság (Serie A)
  - bajnok: 1982–83
- Olasz kupa (Coppa Italia)
  - győztes: 1984